# 克洛西爾港
62°20′47″S 59°39′40″W / 62.34639°S 59.66111°W

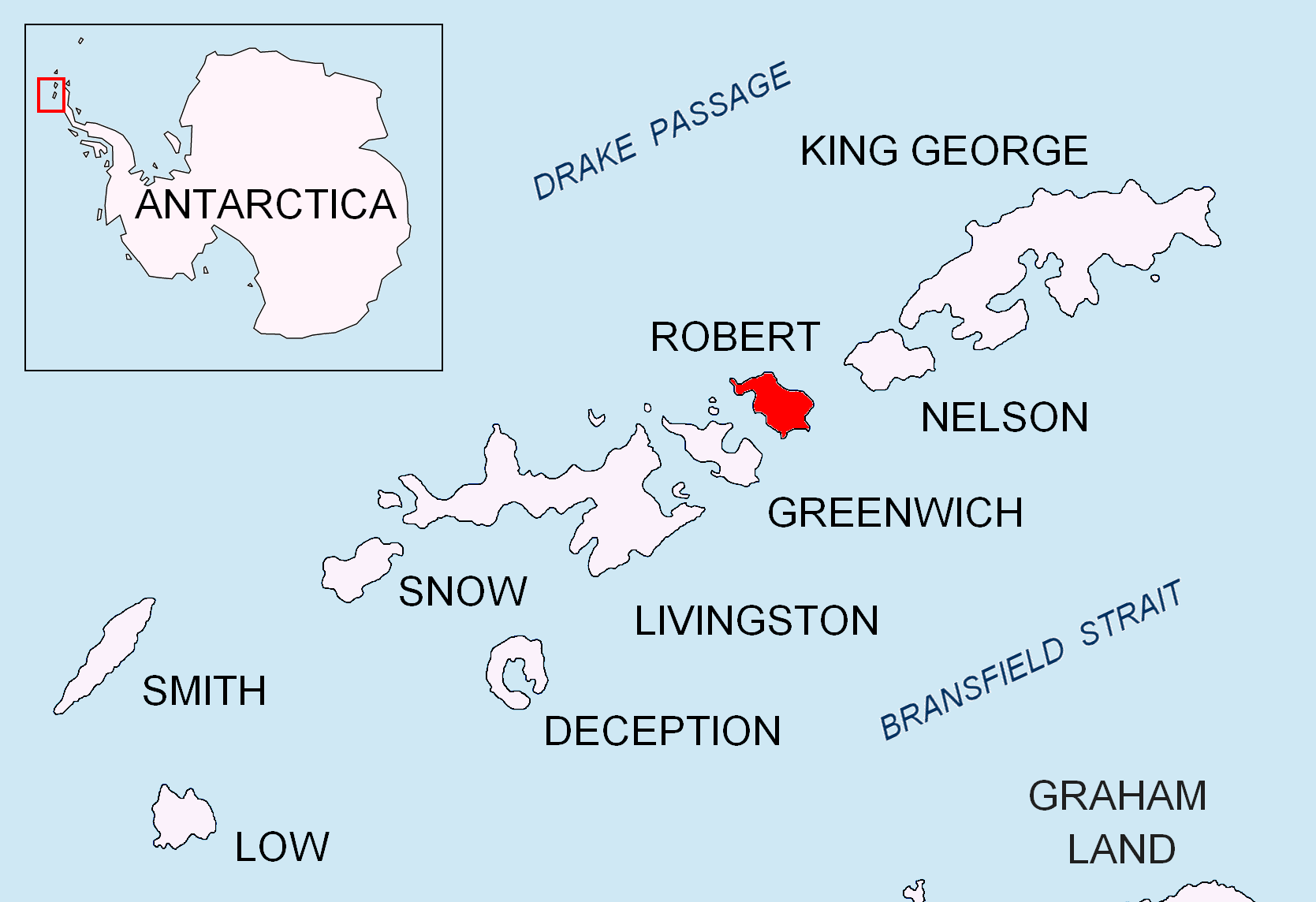

克洛西爾港是南極洲的海灣，位於南設得蘭群島中羅伯特島北岸，處於哈默角和歐諾古爾群島之間，長1.5公里、寬1公里，現時由南極條約體系管理。

## 外部連結
- SCAR Composite Antarctic Gazetteer（页面存档备份，存于）.